# 三五公司マレー半島ゴム園群
三五公司マレー半島ゴム園群（さんごこうしまれーはんとうごむえんぐん）においては、マレー半島においてアジア・太平洋戦争終結前まで、愛久澤直哉によって率いられた三五公司が経営していたゴム園群について説明する。三五公司のゴム園経営は、戦前の日本人ゴム園経営の草分け的存在であった。

## 設立までの経緯
三五公司の歴史は1902年（明治35年）に遡る。明治日本が最初に植民地化した台湾において、その当時の最も有利な輸出品は、樟脳であった。樟脳は、防虫・防臭剤や医薬品の原料となるのみならず、セルロイドやフィルムや無煙火薬等の製造原料であり、その生産は塩や阿片とともに台湾総督府の専売事業になっていた。ところが台湾海峡の対岸の福建省は豊かな樟脳の産地であり、厦門の港から樟脳が盛んに輸出されていた。福建省は、日清講和条約締結後に三国干渉を受けた日本が清国に対し欧米列強への不轄譲を約束させた地である。当時の台湾総督児玉源太郎と民政長官後藤新平は、台湾の対岸政策の一環として福建省の樟脳市場の独占を目論んだ。1902年厦門において三五公司を設立し、頭山満配下の「豪傑連中」を集めて、三菱合資会社の社員愛久澤直哉を社長にした。三五公司は、樟脳原料採取のためという名目で福建省の樟樹という樟樹を伐採していき、すっかり伐採し尽くし、以後数十年間福建省は台湾総督府の樟脳専売にとって脅威ではなくなった。愛久澤のこの「献身的な」働きに報いるため、三菱が彼に「何かやりたいことはないか」と尋ねたところ、「今マレー半島でゴム園が発展しているので、それをやらせてくれ」と答えた。そこで三五公司は、1906年（明治39年）ジョホール王領ペンゲランにイギリス人が経営していた約200エーカーのゴム園を買収した。愛久澤らは、台湾を南進のための足がかりとして、シンガポール島を対岸に見るマレー半島東南端をその前線基地にして、「天下国家を取ると云ふ大した考へで、ジョホールなどは取ってしまはうと云ふ考へで」（森三郎『南洋資料』第440号）あった。愛久澤らの当時の発想は、詩人金子光晴著『マレー蘭印紀行』（金子が昭和3年から昭和7年にわたり異国放浪した結果の紀行文）に見てとれる。同書には、ジョホール州スリメダンの三五公司第二ゴム園において、三五公司創業以来山暮らしをしている支配人A氏が、金子に聞かせた話が書かれている。
ところが愛久澤らが、シンガポールへ来て見ると、日本人の大部分は娼婦とその関係者で、ヨーロッパ人からもアジア人からも軽蔑されきっている。そこで愛久澤は、マレー半島東南端ペンゲランに渡り、そこに小高く突き出している初音山を開墾するため全山を伐採して乾燥させ、夜間一斉に火を放った。全山1200エーカーが真っ赤に燃えあがり、天を焦がし、シンガポールを望む海上をさながら真昼のように照らし出し、日本人を軽蔑していたヨーロッパ人、アジア人、日本人ともども驚かせた。

## その後の展開
しかし、ゴム栽培の適地はマレー半島の北西部にあったのであり、その広大な地域をイギリス人が長年の経験と豊富な資力にものをいわせて早くから開拓しており、その生産力に日本人は及ぶべくもなかった。三五公司は、後続の日本人のためのゴム栽培のいわば稽古場となって実地指導をしたが、そもそもゴム栽培地をペンゲランに求めたのは、「ゴム植林に適するとか適さないとか云ふ問題ではなくして此処は天下を取るには良い処だ・・・。極く要害な地である・・・と云ふことで決めた」（森前掲書）のであった。愛久澤がイギリス人から約200エーカーのゴム園を買い取ったとき、そのうち100エーカーのゴム園は植栽して12から13年が経っていた。三五公司自身が初めて植栽した1000エーカーは、腐蝕土の層が厚すぎたところであったために、放棄しなければならないとさえ危惧された。再び金子の『マレー蘭印紀行』に登場する支配人A氏の話よると、
戦前マレー半島における日本人ゴム園経営において、三五公司の経営規模はトップであり、その後に三井巴盤（パバン）河護謨園、藤田組と続いていた。
『マレー蘭印紀行』にも以下の記述がある。

## 労働者の問題
ゴム栽培事業の労働力は、日本人経営の農園でも、主に中国やインドあるいはジャワからの労働移民によって供給された。マレー半島における錫の発掘とゴム園の開発に伴って、近隣諸国からおびただしい数の人々がマレー半島に流入した。なかでも中国大陸の広東、広西、福建の3省からの移民は群を抜いていた。イギリス政府統計によると1900年から1945年の間にその数は1万2000人に達している。今日のシンガポールでもマレーシアも多民族国家であるが、これらの国家はマレー半島における錫とゴム園の開発によって形作られたといえる。では日本人の労働者の移入は図られなかったのであろうか。この点については、既に日露戦争が終わって間もなくの1906年（明治39年）頃から、日本から「裸一貫で遺利を拾わんとする無謀な男子が続々、潮の如く」シンガポールに押し寄せていたという。三五公司も、ゴム園従業員を新聞で募集している。日本人は手先が器用だからゴム樹液の採取は日本人にやってもらおうという考えである。その結果は惨憺たるもので、森前掲書によると「新聞で読んでくるのは碌な奴がいなかった。本当の農夫は当時は新聞など読まなかった。とんでもないゴロツキが来て、500人ばかり募って何十万という損を会社に蒙らせて、マラリヤに苦しんだ結果ひとりも残らず帰った」という結果に終わった。

## 終焉
その後の三五公司のゴム園群は、農園の総面積約4万エーカー（うちゴム栽培面積3万4000エーカー）に達し、年産1000万ポンドを挙げるに至った。現地従業員は、昭和年代において職員約60名、労務者5000名に上った。製品は、シンガポールに搬出して三菱およびガスリー商会を通じて販売していた。同ゴム園群は久しく愛久澤の個人農園として経営されていたが、1933年（昭和8年）12月、愛久澤と岩崎久弥との共同出資により、イギリス会社法による資本金500万ポンドのコンソリデーテッド三五公司リミテッドを設立した。1940年（昭和15年）に愛久澤の死後、岩崎が亡友の遺業を引受け東山農事会社の傘下にいれた。しかしこの事業もアジア・太平洋戦争における日本の敗北を受け、その資産の一切が失われた。